# Casto ed Emilio
Casto ed Emilio sono una coppia di martiri cristiani del III secolo.
Arrestati in Africa durante le persecuzioni di Decio perché cristiani, inizialmente rinnegarono la loro fede ma poi, pentiti, si consegnarono ai carnefici e furono bruciati vivi.
Del loro martirio dà testimonianza il vescovo Cipriano; in occasione dell'anniversario della loro passione, Agostino compose un sermone in loro onore.
Il loro culto è antico: ne danno testimonianza il calendario di Cartagine (530 circa) e quello geronimiano, che commemorano il loro martirio il 22 maggio.